# 印度快運航空1344號班機空難
印度快運航空1344號班機空難發生于2020年8月7日，一架載有184名乘客及6名機組人員的印度快運航空波音737-8NG從迪拜國際機場飛往印度科澤科德卡利卡特國際機場降落時衝出跑道。客機衝出跑道後墜入跑道前的低地，機身斷成數截。機上共載有190人，包括184名乘客及6名機組人員。而該事件已造成21人死亡。

## 失事客機
涉事客機是一架波音737-800型客機，註冊編號為VT-AXH，製造編號為（MSN）36323，生產編號為2108，使用兩部CFM56-7B27/3發動機，該機於2006年11月15日首次飛行，並於11月30日交付至印度快運航空。這架客機在失事時繪上了宣傳有關印度门的塗裝。

## 機場介紹
卡利卡特机场1988年4月13日啓用，2006年2月2日才被批准成为国际机场。但这座机场在改建为国际机场时，跑道长度从6,000英尺延長至9,000英尺。这样安全餘裕不足的机场，却长期充当印度快运航空的枢纽機場，和印度航空、靛蓝航空等航空公司的重点機場，成为印度货运吞吐量排名第11、客运吞吐量排名第12的民航机场。
早在2016年印度媒体就多次報導该机场“存在先天不足”，不过当时仅意识到“不便宽体飞机起降”，亟须扩大，当时机场负责人贾拉德汉南认为“至少应将跑道长度延长至3,150米”，但当时邦政府评估认为，仅此一项就需要额外徵收156公顷的用地，这意味着需要拆迁附近1,500个家庭，补偿费用高，工程难度大。
2017年宣告“圆满完成”的机场二期扩建仅仅将機場所在台地尽头的“跑道缓冲区”，从原先的60米增至240米，“扩建”后却以此为由大幅增加航班。《新京报》认为此次惨痛的空难事故表明，如此“缩水扩建”看似“多快好省”，实则弄巧成拙，得不偿失。
印度民航局安全諮詢委員會早在2011年就曾提出，科澤科德機場跑道設計存在安全問題，該機場跑道位處下坡，末端的緩衝區完全不足，原本應該要有240公尺，但跑道只有90公尺；此外跑道兩側距離應為100公尺，但該跑道卻僅留75公尺。民航总局在2018年指出机场跑道上有裂缝、积水和过多的橡胶沉淀，以及其他一些故障。

## 事故經過
涉事客機在當地時間下午2點14分從迪拜國際機場起飛，航行3小時56分鐘后于當地時間晚上7點40分降落于卡利卡特國際機場。
根據FlightRadar24.com中本機的飛行紀錄，在降落前曾在機場上空迴轉數次；失事報告指出，飛機降落於跑道後持續滑行，可能因為季節降雨導致飛機滑過了跑道終止盡頭，墜入前方35英呎峽谷，失事撞擊後機身斷成前後兩截。
報告也指出，飛機可能因為季節降雨導致飛機滑過了長達2,845米（9,334英尺）的10號跑道時衝出跑道，墜入跑道前的低谷斷成兩截。事故發生時現場正下著大雨，能見度大約爲2,000米（6,600英尺）。墜毀客機并無失火。

## 事故後續
8月8日，印度民航局搜索人员宣布已经找到飞行数据记录仪和驾驶舱语音记录仪，總局長稱机师的“判断力很差”，因为机师在着陆时“错误判断”才导致事故。
8月14日，据报道称，参与此次空难救援的22名救援人员被查出2019冠状病毒病呈阳性，此外空难中的一名遇难者已被检测出新冠病毒阳性。

## 乘客
失事客機總共載有184名乘客及6名機組人員。該事件已導致包括該機飛行員在内的18人在喪生，172人受傷。
| 罹難者 | 罹難者   | 罹難者 | 生還者 | 生還者   | 生還者 | 共計 |
| 乘客   | 機組人員 | 共計   | 乘客   | 機組人員 | 共計   | 共計 |
| ------ | -------- | ------ | ------ | -------- | ------ | ---- |
| 16     | 2        | 18     | 167    | 5        | 172    | 190  |